# توني بيانكو
توني بيانكو (بالإنجليزية: Tony Bianco)‏ هو عازف جاز أمريكي، ولد في القرن العشرين.

## وصلات خارجية
- توني بيانكو على موقع ميوزك برينز (الإنجليزية)
- توني بيانكو على موقع أول ميوزيك (الإنجليزية)
- توني بيانكو على موقع ديسكوغز (الإنجليزية)